# Fasoúla
Fasoúla är en ort i Cypern.   Den ligger i distriktet Eparchía Lemesoú, i den centrala delen av landet, 60 km sydväst om huvudstaden Nicosia. Fasoúla ligger 359 meter över havet och antalet invånare är 560. Den ligger på ön Cypern.
Terrängen runt Fasoúla är kuperad, och sluttar söderut. Trakten runt Fasoúla är tätbefolkad, med 613 invånare per kvadratkilometer. Närmaste större samhälle är Limassol, 8,9 km söder om Fasoúla. Trakten runt Fasoúla är i huvudsak ett öppet busklandskap.